# 巴日 (奥德省)
巴日（法語：Bages，法語發音：[baʒ] ⓘ）是法国奥德省的一个市镇，位于该省东部偏北，地中海海滨，属于纳博讷区。

## 地理
巴日（43°7'24"N, 2°59'28"E）面积12.53 平方千米，位于法国奧克西塔尼大區奥德省，该省份为法国南部沿海省份，北起塔恩省，西北接上加龙省，西接阿列日省，南至东比利牛斯省，东临地中海，东北与埃罗省接壤。
与巴日接壤的市镇（或旧市镇、城区）包括：纳博讷、滨海佩里亚克。

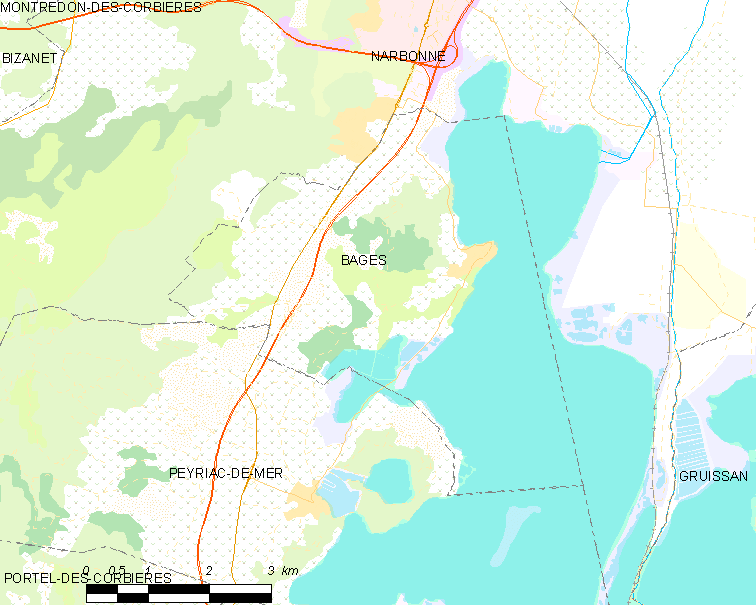
的OSM定位图

巴日的时区为UTC+01:00、UTC+02:00（夏令时）。

## 行政
巴日的邮政编码为11100，INSEE市镇编码为11024。

## 政治
巴日所属的省级选区为纳博讷第二县。

## 人口

1962-2008年间人口变化图示

巴日于2022年1月1日时的人口数量为750人。